# Leptogorgia palma
Leptogorgia palma is een zachte koraalsoort uit de familie Gorgoniidae. De koraalsoort komt uit het geslacht Leptogorgia. Leptogorgia palma werd in 1766 voor het eerst wetenschappelijk beschreven door Pallas. 